# Molophilus tenuior
Molophilus tenuior là một loài ruồi trong họ Limoniidae. Chúng phân bố ở miền Australasia.